# Черничное (Берёзовский район)
Черничное (бел. Чарнічнае) — деревня в Берёзовском районе Брестской области Белоруссии. Входит в состав Малечского сельсовета.

## География
Деревня находится в центральной части Брестской области, при автодороге Н-116, на расстоянии приблизительно 16 километров (по прямой) к западу от города Берёза, административного центра района. Абсолютная высота — 155 метров над уровнем моря. Площадь населённого пункта — 0,1161 км².

## История
По состоянию на 1905 год, в Чернично проживало 211 человек. В административном отношении деревня входила в состав Селецкой волости Пружанского уезда Гродненской губернии.
Согласно Рижскому мирному договору (1921), деревня вошла в состав межвоенной Польши. Входила в состав гмины Селец Пружанского повета Полесского воеводства Польши. В 1921 году числилось 160 жителей, проживавших в 32 домах. В этническом составе населения того периода поляки составляли 95 %. В конфессиональном составе населения преобладали православные христиане (51 %) и католики — 49 %.
С 1939 года в БССР.

## Население
По данным переписи 2019 года, в деревне проживало 4 человека.
| Год  | Население, человек |
| ---- | ------------------ |
| 1905 | 211                |
| 1921 | ↘ 160              |
| 2009 | ↘ 7                |
| 2019 | ↘ 4                |